# Wendy McElroy
Wendy McElroy, född 1951, är en kanadensisk individualanarkist och individualfeminist. Hon var 1982 en av grundarna av den individualanarkistiska  tidskriften The Voluntaryist, tillsammans med Carl Watner och George H. Smith. Hon är redaktör för webbplatsen ifeminists.com. McElroys författarskap kretsar i första hand kring individens olika friheter.

## Biografi
McElroy är knuten till Intependent Institute, där hon bland annat presenterat böckerna Freedom, Feminism, and the State (1982) och Liberty for Women: Freedom and Feminism in the Twenty-First Century (2002).
Bland hennes övriga böcker finns The Reasonable Woman: A Guide to Intellectual Survival (1998), Sexual Correctness (2001) och Dissenting Electorate: Those Who Refuse to Vote and the Legitimacy of Their Opposition (2001). Hennes skrivande kretsar i stor utsträckning kring individuella friheter och debatter kring kvinnors friheter i det samtida Nordamerika.
1995 kom hennes XXX: A Woman's Right to Pornography, en samling texter omkring pornografins väsen och betydelse samt intervjuer med medverkande i branschen. I boken presenterar hon bland annat den enligt henne värdeneutrala definitionen: "Pornografi är den explicita och konstnärliga avbildningen av män och/eller kvinnor som sexuella varelser". McElroy har sett sig själv som en individualfeminist, med kopplingar till den sexpositiva rörelsen.
I mitten och slutet av 1980-talet fungerade hon som redaktör och medredaktör för Knowledge Products' ljudboksproduktioner The World of Philosophy, The World’s Political Hot Spots, The United States at War och The United States Constitution. Hon skrev även dialogmanus till ljudboksserierna Rights of Woman, The Liberator, Civil Disobedience och Discourse on Voluntary Servitude, där hennes dialoger blev upplästa av namn som George C. Scott, Harry Reasoner och Walter Cronkite.

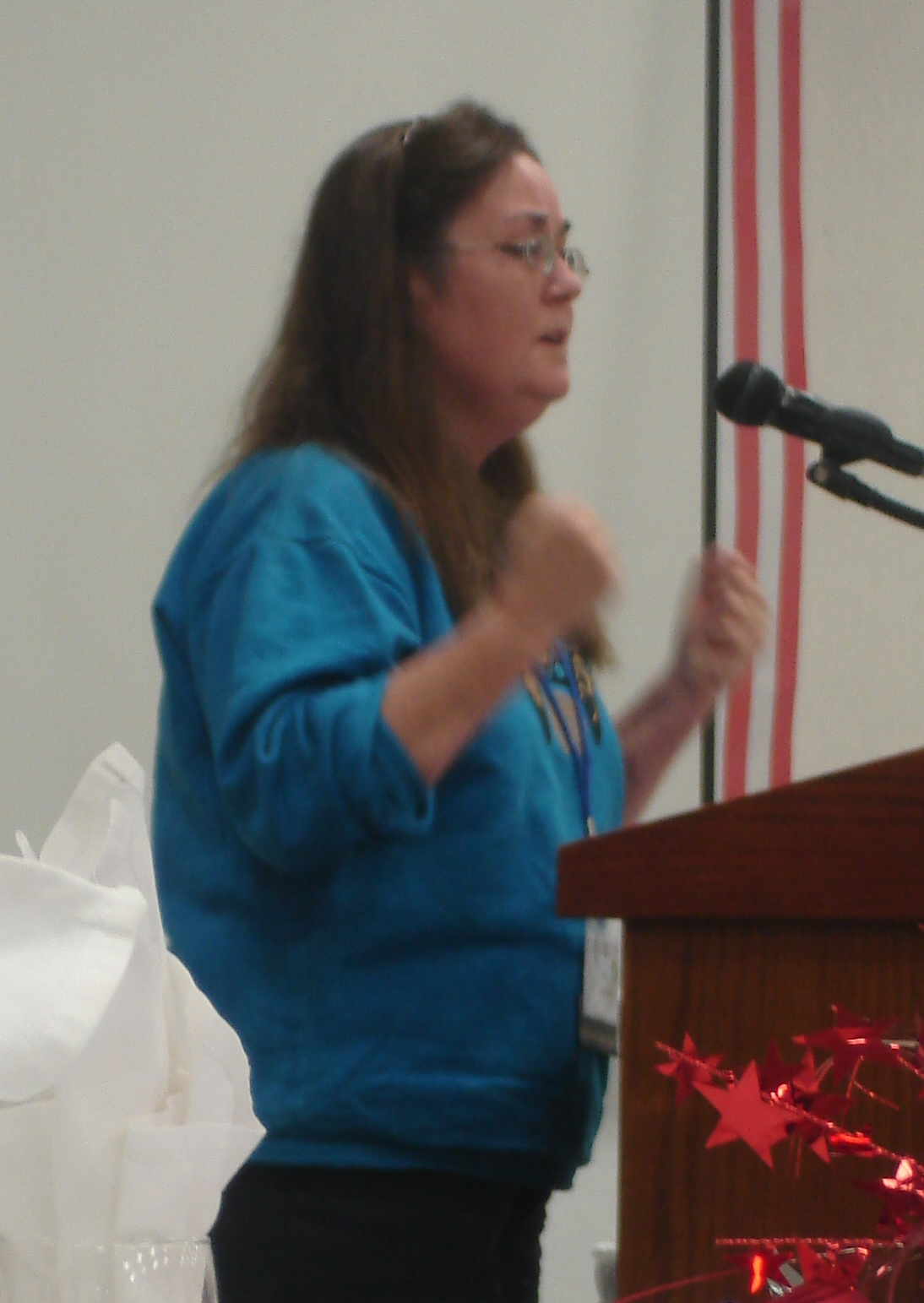
Wendy McElroy håller ett tal i Springfield, Illinois, den 16 september 2006.

McElroy har fungerat som redaktör eller redaktionsmedlem på tidningarna The Freeman, Free Inquiry och Liberty. Hon har skrivit texter för en stor mängd tidningar, inklusive Literary Review of Canada, The Independent Review, National Review, Reason, Maire Claire, Penthouse och The Globe and Mail.

## Kontroverser
I november 2014 var McElroy inplanerad att delta i en debatt med Jessica Valenti vid Brown University i ämnet "Hur borde universiteten hantera sexuella övergrepp?". Innan debatten skickade universitetsordföranden Christina Paxson ut ett allmänt e-brev till alla anställda och studerande vid universitetet där hon uttalade sin motsatta åsikt gentemot McElroys mening. Paxson lät arrangera ett alternativt evenemang som ägde rum samtidigt som den planerade debatten; något som rönte utbredd kritik.
Två år tidigare hade McElroy presenterat boken Rape Culture Hysteria, där hon anser att idén om våldtäktskulturen är resultatet av en allmänt utbredd hysteri som i första hand drabbar män – i första hand vita män.